# Спарта (судно)
«Спарта» — российский траулер, построенный в 1988 году японской судостроительной компанией. Было приобретено российской компанией в 2010 году.

## Бедствие у берегов Антарктиды
В декабре 2011 года траулер вёл промысел клыкача в море Росса у берегов Антарктиды. 15 декабря в результате столкновения с подводным айсбергом судно получило пробоину в корпусе 40 × 10 см и стало набирать воду в грузовой трюм, накренившись на 13 градусов. Судно оказалось затёрто между льдами в 3704 км к юго-востоку от Новой Зеландии. В экипаж входило 32 человека (16 граждан Индонезии, 15 россиян и 1 украинец). На борту траулера находилось около 200 т топлива. С самолёта ВВС Новой Зеландии Lockheed C-130 Hercules была сброшена помпа для откачки воды.
Несколько судов не могли приблизиться к траулеру из-за окружающих его тяжёлых ледовых полей. 25 декабря 2011 года к траулеру подошёл южнокорейский ледокол «Араон» для ремонтных работ. После того, как пробоина была заделана, судно направилось в новозеландский порт Литтелтон для ремонта.